# Zamarada granti
Zamarada granti är en fjärilsart som beskrevs av Claude Herbulot 1990. Zamarada granti ingår i släktet Zamarada och familjen mätare. Inga underarter finns listade i Catalogue of Life.